# 6481 Tenzing
6481 Tenzing è un asteroide della fascia principale. Scoperto nel 1988, presenta un'orbita caratterizzata da un semiasse maggiore pari a 2,2788019 UA e da un'eccentricità di 0,1823287, inclinata di 6,28375° rispetto all'eclittica.